# Enrico Montanari
Enrico Montanari (né le 19 février 1985 à Sassuolo) est un coureur cycliste italien.

## Palmarès
- 2002
  - Coppa Valsenio
- 2005
  - Coppa Ardigò
  - Giro di Sissa
- 2006
  - Trophée Giacomo Larghi
  - Gran Premio Siroplast Plastin
- 2007
  - Gran Premio Calzifici e Calzaturifici Stabbiesi
  - Grand Prix de Waregem
  - Gran Premio Sportivi Poggio alla Cavalla
  - 2e de la Coppa Città di Melzo
  - 2e du Trophée Stefano Fumagalli
  - 3e de la Zuidkempense Pijl
- 2008
  - Gran Premio Sportivi Poggio alla Cavalla
  - Mémorial Gino Consigli
  - 2e du Gran Premio La Torre
- 2009
  - 2e de Milan-Tortone
  - 3e de la Targa Libero Ferrario
- 2010
  - Circuito Pievese
  - Circuito Alzanese
- 2011
  - 3e de la Neuseen Classics-Rund um die Braunkohle

## Classements mondiaux
| Année           | 2007 | 2008 | 2009 | 2010 | 2011 |
| --------------- | ---- | ---- | ---- | ---- | ---- |
| UCI Europe Tour | 420e | 903e |      |      | 447e |